# كينغ بروس
كينغ بروس (بالإنجليزية: King Bruce)‏ هو موسيقي غاني، ولد في 3 يونيو 1922، وتوفي في 1998.